# Élections départementales de 2015 en Charente-Maritime
Les élections départementales ont lieu les 22 et 29 mars 2015.

## Contexte départemental

### Modifications à la suite de la réforme de 2013
À compter du scrutin de 2015, les « élections départementales » et les « conseils départementaux » remplacent les « élections cantonales » et les « conseils généraux », en vertu de la loi du 17 mai 2013. Le mode de scrutin est également modifié, passant à un renouvellement intégral des conseils au scrutin binominal majoritaire pour un mandat de 6 ans (au lieu d'un renouvellement par moitié au scrutin uninominal tous les 3 ans).

#### Mode de scrutin
L'élection des conseillers départementaux a lieu au scrutin binominal majoritaire à deux tours. Dans chaque canton, les candidatures prennent la forme d'un binôme composé d'une femme et d'un homme (auxquels s'ajoutent deux suppléants, une femme et un homme également). Le corps électoral est celui des électeurs français inscrits dans une des communes du canton.
Pour être élu au premier tour, un binôme doit obtenir au moins la majorité absolue des suffrages exprimés et un nombre de suffrages égal à au moins 25 % des électeurs inscrits. Si aucun binôme n'est élu au premier tour, peuvent se présenter au second tour les deux binômes arrivés en tête et ceux qui ont obtenu un nombre de suffrages au moins égal à 12,5 % des électeurs inscrits. Est élu au second tour le binôme qui obtient le plus grand nombre de voix.

### Assemblée départementale sortante
Avant les élections, le conseil général de la Charente-Maritime est présidé par Dominique Bussereau (UMP). Il comprend 51 conseillers généraux issus des 51 cantons de la Charente-Maritime.

Étiquettes politiques des conseillers généraux de la Charente-Maritime à la suite des élections cantonales de 2011.

| Parti                             | Sigle | Sigle | Élus |
| --------------------------------- | ----- | ----- | ---- |
| Majorité élue (27 sièges)         |       |       |      |
| Union pour un mouvement populaire |       | UMP   | 16   |
| Divers droite                     |       | DVD   | 9    |
| Nouveau Centre                    |       | NC    | 1    |
| Mouvement démocrate               |       | MoDem | 1    |
| Opposition (24 sièges)            |       |       |      |
| Parti socialiste                  |       | PS    | 15   |
| Parti radical de gauche           |       | PRG   | 8    |
| Divers gauche                     |       | DVG   | 1    |
| Président du conseil général      |       |       |      |
| Dominique Bussereau (UMP)         |       |       |      |

### Assemblée départementale élue
| Parti                                | Sigle | Sigle | Élus |
| ------------------------------------ | ----- | ----- | ---- |
| Majorité élue (34 sièges)            |       |       |      |
| Union pour un mouvement populaire    |       | UMP   | 19   |
| Divers droite                        |       | DVD   | 13   |
| Union des démocrates et indépendants |       | NC    | 2    |
| Opposition (20 sièges)               |       |       |      |
| Parti socialiste                     |       | PS    | 7    |
| Parti radical de gauche              |       | PRG   | 8    |
| Divers gauche                        |       | DVG   | 5    |
| Président du conseil départemental   |       |       |      |
| Dominique Bussereau (UMP)            |       |       |      |

## Résultats à l'échelle du département

### Résultats par nuances du ministère de l'Intérieur
Les nuances utilisées par le ministère de l'Intérieur ne tiennent pas compte des alliances locales.
| Binômes     | Binômes            | Premier tour | Premier tour | Second tour | Second tour | Sièges |
| Binômes     | Binômes            | Voix         | %            | Voix        | %           | Sièges |
| ----------- | ------------------ | ------------ | ------------ | ----------- | ----------- | ------ |
|             | Union de la droite | 49 496       | 21,90        | 45 294      | 23,55       | 20     |
|             | UMP                | 30 043       | 13,29        | 38 341      | 19,93       | 14     |
|             | DVD                | 2 928        | 1,30         |             |             |        |
|             | UC                 | 1 490        | 0,66         |             |             |        |
|             | UDI                | 1 450        | 0,64         |             |             |        |
|             | DLF                | 1 438        | 0,64         |             |             |        |
|             | MoDem              | 819          | 0,36         |             |             |        |
| Droite      | Droite             | 87 664       | 38,79        | 83 635      | 43,48       | 34     |
|             |                    |              |              |             |             |        |
|             | PS                 | 33 054       | 14,63        | 28 890      | 15,02       | 4      |
|             | Union de la gauche | 14 800       | 6,55         | 17 313      | 9,00        | 6      |
|             | DVG                | 11 722       | 5,19         | 13 839      | 7,19        | 4      |
|             | PRG                | 8 533        | 3,78         | 11 207      | 5,83        | 6      |
|             | PCF                | 5 543        | 2,45         |             |             |        |
|             | EÉLV               | 3 726        | 1,65         |             |             |        |
|             | FG                 | 1 826        | 0,81         |             |             |        |
| Gauche      | Gauche             | 79 204       | 35,06        | 71 249      | 37,04       | 20     |
|             |                    |              |              |             |             |        |
|             | FN                 | 55 554       | 24,58        | 34 570      | 17,97       | 0      |
|             |                    |              |              |             |             |        |
|             | Divers             | 3 218        | 1,42         | 2 910       | 1,51        | 0      |
|             |                    |              |              |             |             |        |
|             | EXG                | 365          | 0,16         |             |             |        |
|             |                    |              |              |             |             |        |
| Inscrits    | Inscrits           | 477 321      | 100,00       | 429 569     | 100,00      |        |
| Abstentions | Abstentions        | 238 268      | 49,92        | 217 498     | 50,63       |        |
| Votants     | Votants            | 239 053      | 50,08        | 212 071     | 49,37       |        |
| Blancs      | Blancs             | 8 246        | 3,45         | 12 996      | 6,13        |        |
| Nuls        | Nuls               | 4 802        | 2,01         | 6 711       | 3,16        |        |
| Exprimés    | Exprimés           | 226 005      | 94,54        | 192 364     | 90,71       |        |

#### Chiffres départementaux
| Parti                                | Sigle  | Sigle  | Élus | % des sièges | Évolution     |
| ------------------------------------ | ------ | ------ | ---- | ------------ | ------------- |
| Majorité élue                        |        |        |      |              |               |
| Union pour un mouvement populaire    |        | UMP    | 19   | 35,19        | 4             |
| Divers droite                        |        | DVD    | 13   | 24,07        | 3             |
| Union des Démocrates et Indépendants |        | UDI    | 2    | 3,70         | 1             |
| Mouvement démocrate                  |        | MoDem  | 0    | 0            | 1             |
| Droite                               | Droite | Droite | 34   | 62,96        | 7             |
| Parti socialiste                     |        | PS     | 7    | 12,96        | 8             |
| Divers gauche                        |        | DVG    | 5    | 9,26         | 4             |
| Parti radical de gauche              |        | PRG    | 8    | 14,81        | en stagnation |
| Gauche                               | Gauche | Gauche | 20   | 37,04        | 4             |

### Résultats par canton
| Canton                        | Conseiller sortant        | Parti                | Parti       | Conseiller élu           | Parti           | Parti           |
| ----------------------------- | ------------------------- | -------------------- | ----------- | ------------------------ | --------------- | --------------- |
| Aigrefeuille-d'Aunis          | Christian Brunier         |                      | PS          | Canton supprimé          | Canton supprimé | Canton supprimé |
| Archiac                       | Chantal Guimberteau       |                      | DVD         | Canton supprimé          | Canton supprimé | Canton supprimé |
| Ars-en-Ré                     | Lionel Quillet            |                      | DVD         | Canton supprimé          | Canton supprimé | Canton supprimé |
| Aulnay                        | Jean-Mary Boisnier*       |                      | UDI         | Canton supprimé          | Canton supprimé | Canton supprimé |
| Aytré                         | Stéphane Villain          |                      | UMP         | Guy Denier               |                 | PS              |
| Aytré                         | Stéphane Villain          | Martine Villenave    | UMP         |                          | PS              |                 |
| Burie                         | Fabrice Barusseau         |                      | PS          | Canton supprimé          | Canton supprimé | Canton supprimé |
| Chaniers                      | Canton créé               | Canton créé          | Canton créé | Fabrice Barusseau        |                 | PS              |
| Chaniers                      | Canton créé               | Canton créé          | Canton créé | Corinne Grégoire         |                 | DVG             |
| Château-d'Oléron              | Michel Parent             |                      | DVD         | Canton supprimé          | Canton supprimé | Canton supprimé |
| Châtelaillon-Plage            | Canton créé               | Canton créé          | Canton créé | Sylvie Marcilly          |                 | UMP             |
| Châtelaillon-Plage            | Canton créé               | Canton créé          | Canton créé | Stéphane Villain         |                 | UMP             |
| Courçon                       | Denis Petit               |                      | PRG         | Canton supprimé          | Canton supprimé | Canton supprimé |
| Cozes                         | Daniel Hillairet*         |                      | DVD         | Canton supprimé          | Canton supprimé | Canton supprimé |
| Gémozac                       | Loïc Girard               |                      | UMP         | Canton supprimé          | Canton supprimé | Canton supprimé |
| Île-d'Oléron                  | Canton créé               | Canton créé          | Canton créé | Michel Parent            |                 | UMP             |
| Île-d'Oléron                  | Canton créé               | Canton créé          | Canton créé | Dominique Rabelle        |                 | UMP             |
| Île de Ré                     | Canton créé               | Canton créé          | Canton créé | Lionel Quillet           |                 | DVD             |
| Île de Ré                     | Canton créé               | Canton créé          | Canton créé | Gisèle Vergnon           |                 | DVD             |
| La Jarrie                     | David Baudon              |                      | PS          | David Baudon             |                 | PS              |
| La Jarrie                     | David Baudon              | Line Lafougère       | PS          |                          | DVG             |                 |
| Jonzac                        | Jean-Claude Beaulieu      |                      | UMP         | Jean-Claude Beaulieu     |                 | UMP             |
| Jonzac                        | Jean-Claude Beaulieu      | Chantal Guimberteau  | UMP         |                          | DVD             |                 |
| Lagord                        | Canton créé               | Canton créé          | Canton créé | Christian Fallourd       |                 | UMP             |
| Lagord                        | Canton créé               | Canton créé          | Canton créé | Évelyne Ferrand          |                 | UMP             |
| Loulay                        | Jean-Marie Roustit        |                      | DVD         | Canton supprimé          | Canton supprimé | Canton supprimé |
| Marans                        | Patrick Blanchard         |                      | DVD         | Karine Dupraz            |                 | DVG             |
| Marans                        | Patrick Blanchard         | Denis Petit          | DVD         |                          | PRG             |                 |
| Marennes                      | Mickaël Vallet            |                      | PS          | Michèle Bazin            |                 | DVG             |
| Marennes                      | Mickaël Vallet            | Mickaël Vallet       | PS          |                          | PS              |                 |
| Matha                         | Corinne Imbert            |                      | DVD         | Corinne Imbert           |                 | UMP             |
| Matha                         | Corinne Imbert            | Jean-Marie Roustit   | DVD         |                          | DVD             |                 |
| Mirambeau                     | Bernard Louis-Joseph*     |                      | DVD         | Canton supprimé          | Canton supprimé | Canton supprimé |
| Montendre                     | Bernard Lalande*          |                      | PS          | Canton supprimé          | Canton supprimé | Canton supprimé |
| Montguyon                     | Francis Savin             |                      | DVD         | Canton supprimé          | Canton supprimé | Canton supprimé |
| Montlieu-la-Garde             | Thierry Jullien*          |                      | PS          | Canton supprimé          | Canton supprimé | Canton supprimé |
| Pons                          | Daniel Laurent*           |                      | UMP         | Marie-Christine Bureau   |                 | DVD             |
| Pons                          | Daniel Laurent*           | Jacky Quesson        | UMP         |                          | DVD             |                 |
| Rochefort-Centre              | Jean-Louis Frot*          |                      | UMP         | Canton supprimé          | Canton supprimé | Canton supprimé |
| Rochefort-Nord                | Sylvie Marcilly           |                      | UMP         | Canton supprimé          | Canton supprimé | Canton supprimé |
| Rochefort-Sud                 | Pierre Feydeau            |                      | PS          | Canton supprimé          | Canton supprimé | Canton supprimé |
| Rochefort                     | Canton créé               | Canton créé          | Canton créé | Caroline Campodarve      |                 | UMP             |
| Rochefort                     | Canton créé               | Canton créé          | Canton créé | Gérard Pons              |                 | UMP             |
| La Rochelle-1                 | Gilles Gautronneau        |                      | PRG         | Marylise Fleuret-Pagnoux |                 | PRG             |
| La Rochelle-1                 | Gilles Gautronneau        | Pierre Malbosc       | PRG         |                          | PRG             |                 |
| La Rochelle-2                 | Marc Parnaudeau*          |                      | PS          | Patricia Friou           |                 | DVG             |
| La Rochelle-2                 | Marc Parnaudeau*          | Dominique Guégo      | PS          |                          | PRG             |                 |
| La Rochelle-3                 | Marylise Fleuret-Pagnoux  |                      | PRG         | Nadège Désir             |                 | PRG             |
| La Rochelle-3                 | Marylise Fleuret-Pagnoux  | Pierre Robin         | PRG         |                          | PRG             |                 |
| La Rochelle-4                 | Patricia Friou            |                      | DVG         | Canton supprimé          | Canton supprimé | Canton supprimé |
| La Rochelle-5                 | Yann Juin                 |                      | PRG         | Canton supprimé          | Canton supprimé | Canton supprimé |
| La Rochelle-6                 | Denis Leroy               |                      | PS          | Canton supprimé          | Canton supprimé | Canton supprimé |
| La Rochelle-7                 | Jean-Pierre Mandroux      |                      | PS          | Canton supprimé          | Canton supprimé | Canton supprimé |
| La Rochelle-8                 | Michel Rogeon*            |                      | PRG         | Canton supprimé          | Canton supprimé | Canton supprimé |
| La Rochelle-9                 | Jack Dillenbourg          |                      | PS          | Canton supprimé          | Canton supprimé | Canton supprimé |
| Royan-Est                     | Dominique Bussereau       |                      | UMP         | Canton supprimé          | Canton supprimé | Canton supprimé |
| Royan-Ouest                   | Michel Servit*            |                      | UMP         | Canton supprimé          | Canton supprimé | Canton supprimé |
| Royan                         | Canton créé               | Canton créé          | Canton créé | Dominique Bussereau      |                 | UMP             |
| Royan                         | Canton créé               | Canton créé          | Canton créé | Marie-Pierre Quentin     |                 | UMP             |
| Saint-Agnant                  | Robert Chatelier          |                      | UMP         | Canton supprimé          | Canton supprimé | Canton supprimé |
| Saint-Genis-de-Saintonge      | Jacky Quesson             |                      | DVD         | Canton supprimé          | Canton supprimé | Canton supprimé |
| Saint-Hilaire-de-Villefranche | Alain Galteau*            |                      | DVD         | Canton supprimé          | Canton supprimé | Canton supprimé |
| Saint-Jean-d'Angély           | Jean-Yves Martin*         |                      | DVG         | Caroline Aloe            |                 | DVD             |
| Saint-Jean-d'Angély           | Jean-Yves Martin*         | Jean-Claude Godineau | DVG         |                          | UDI             |                 |
| Saint-Martin-de-Ré            | Léon Gendre*              |                      | UMP         | Canton supprimé          | Canton supprimé | Canton supprimé |
| Saint-Pierre-d'Oléron         | Jean-Paul Peyry*          |                      | UMP         | Canton supprimé          | Canton supprimé | Canton supprimé |
| Saint-Porchaire               | Michel Doublet            |                      | UMP         | Michel Doublet           |                 | UMP             |
| Saint-Porchaire               | Michel Doublet            | Brigitte Seguin      | UMP         |                          | DVD             |                 |
| Saint-Savinien                | Jean-Claude Godineau      |                      | UDI         | Canton supprimé          | Canton supprimé | Canton supprimé |
| Saintes-Est                   | Jean-Yves Quéré*          |                      | PS          | Canton supprimé          | Canton supprimé | Canton supprimé |
| Saintes-Nord                  | Christophe Dourthe        |                      | PS          | Canton supprimé          | Canton supprimé | Canton supprimé |
| Saintes-Ouest                 | Isabelle Pichard-Chauché* |                      | PS          | Canton supprimé          | Canton supprimé | Canton supprimé |
| Saintes                       | Canton créé               | Canton créé          | Canton créé | Christophe Dourthe       |                 | PS              |
| Saintes                       | Canton créé               | Canton créé          | Canton créé | Brigitte Favreau         |                 | PS              |
| Saintonge Estuaire            | Canton créé               | Canton créé          | Canton créé | Françoise de Roffignac   |                 | UMP             |
| Saintonge Estuaire            | Canton créé               | Canton créé          | Canton créé | Loïc Girard              |                 | UMP             |
| Saujon                        | Pascal Ferchaud           |                      | PRG         | Pascal Ferchaud          |                 | PRG             |
| Saujon                        | Pascal Ferchaud           | Ghislaine Guillen    | PRG         |                          | PRG             |                 |
| Surgères                      | Marie-Pierre Brunet       |                      | PRG         | Catherine Desprez        |                 | DVD             |
| Surgères                      | Marie-Pierre Brunet       | Gilles Gay           | PRG         |                          | DVD             |                 |
| Thénac                        | Canton créé               | Canton créé          | Canton créé | Alexandre Grenot         |                 | UMP             |
| Thénac                        | Canton créé               | Canton créé          | Canton créé | Sylvie Mercier           |                 | UMP             |
| Tonnay-Boutonne               | Bernard Rochet*           |                      | DVD         | Canton supprimé          | Canton supprimé | Canton supprimé |
| Tonnay-Charente               | Jean-Pierre Guillon*      |                      | PS          | Robert Chatelier         |                 | UMP             |
| Tonnay-Charente               | Jean-Pierre Guillon*      | Marie-Chantal Périer | PS          |                          | UMP             |                 |
| La Tremblade                  | Jean-Pierre Tallieu       |                      | UDI         | Fabienne Aucouturier     |                 | DVD             |
| La Tremblade                  | Jean-Pierre Tallieu       | Jean-Pierre Tallieu  | UDI         |                          | UDI             |                 |
| Les Trois Monts               | Canton créé               | Canton créé          | Canton créé | Brigitte Rokvam          |                 | DVD             |
| Les Trois Monts               | Canton créé               | Canton créé          | Canton créé | Francis Savin            |                 | DVD             |

* Conseillers généraux sortants ne se représentant pas

## Résultats par canton

### Canton d'Aytré
| Candidats   | Candidats                              | Partis      | Partis      | Premier tour | Premier tour | Second tour | Second tour |
| Candidats   | Candidats                              | Partis      | Partis      | Voix         | %            | Voix        | %           |
| ----------- | -------------------------------------- | ----------- | ----------- | ------------ | ------------ | ----------- | ----------- |
| 1           | Johann Bernard                         |             | EÉLV        | 902          | 9,79         |             |             |
| 1           | Marie-Paule Murail-Jammet              |             | EÉLV        | 902          | 9,79         |             |             |
| 2           | François Drageon                       |             | UDI         | 997          | 10,82        |             |             |
| 2           | Jocelyne Rocheteau                     |             | UDI         | 997          | 10,82        |             |             |
| 3           | Patrick Bouyer                         |             | PCF         | 661          | 7,18         |             |             |
| 3           | Éliette Thénot                         |             | PCF         | 661          | 7,18         |             |             |
| 4           | Guy Denier                             |             | PS          | 2 824        | 30,66        | 4 557       | 52,34       |
| 4           | Martine Villenave                      |             | PS          | 2 824        | 30,66        | 4 557       | 52,34       |
| 5           | Christian Brissy                       |             | FN          | 1 745        | 18,94        |             |             |
| 5           | Marie-Françoise de Lacoste-Lareymondie |             | FN          | 1 745        | 18,94        |             |             |
| 6           | Nathalie Blanc                         |             | UMP         | 2 083        | 22,61        | 4 149       | 47,66       |
| 6           | David Caron                            |             | UMP         | 2 083        | 22,61        | 4 149       | 47,66       |
|             |                                        |             |             |              |              |             |             |
| Inscrits    | Inscrits                               | Inscrits    | Inscrits    | 19 771       | 100,00       | 19 771      | 100,00      |
| Abstentions | Abstentions                            | Abstentions | Abstentions | 10 136       | 51,27        | 10 288      | 52,04       |
| Votants     | Votants                                | Votants     | Votants     | 9 635        | 48,73        | 9 483       | 47,96       |
| Blancs      | Blancs                                 | Blancs      | Blancs      | 263          | 2,73         | 492         | 5,19        |
| Nuls        | Nuls                                   | Nuls        | Nuls        | 160          | 1,66         | 285         | 3,01        |
| Exprimés    | Exprimés                               | Exprimés    | Exprimés    | 9 212        | 95,61        | 8 706       | 91,81       |

### Canton de Chaniers
| Candidats            | Candidats           | Partis      | Partis      | Premier tour | Premier tour | Second tour | Second tour |
| Candidats            | Candidats           | Partis      | Partis      | Voix         | %            | Voix        | %           |
| -------------------- | ------------------- | ----------- | ----------- | ------------ | ------------ | ----------- | ----------- |
| 1                    | Sylviane Buisson    |             | FN          | 2 344        | 29,06        | 2 352       | 26,35       |
| 1                    | Claude Davy         |             | FN          | 2 344        | 29,06        | 2 352       | 26,35       |
| 2                    | Fabrice Barusseau*  |             | PS          | 2 584        | 32,03        | 3 530       | 39,55       |
| 2                    | Corinne Gregoire    |             | DVG         | 2 584        | 32,03        | 3 530       | 39,55       |
| 3                    | Sylvie Bouletreau   |             | DVD         | 2 495        | 30,93        | 3 044       | 34,1        |
| 3                    | René Escloupier     |             | UMP         | 2 495        | 30,93        | 3 044       | 34,1        |
| 4                    | Marie-France Moquet |             | PCF         | 644          | 7,98         |             |             |
| 4                    | Bernard Toussaint   |             | PCF         | 644          | 7,98         |             |             |
|                      |                     |             |             |              |              |             |             |
| Inscrits             | Inscrits            | Inscrits    | Inscrits    | 16 901       | 100,00       | 16 903      | 100,00      |
| Abstentions          | Abstentions         | Abstentions | Abstentions | 8 288        | 49,04        | 7 626       | 45,12       |
| Votants              | Votants             | Votants     | Votants     | 8 613        | 50,96        | 9 277       | 54,88       |
| Blancs               | Blancs              | Blancs      | Blancs      | 377          | 4,38         | 250         | 2,69        |
| Nuls                 | Nuls                | Nuls        | Nuls        | 169          | 1,96         | 101         | 1,09        |
| Exprimés             | Exprimés            | Exprimés    | Exprimés    | 8 067        | 93,66        | 8 926       | 96,22       |
| * conseiller sortant |                     |             |             |              |              |             |             |

### Canton de Châtelaillon-Plage
| Candidats            | Candidats              | Partis      | Partis      | Premier tour | Premier tour |
| Candidats            | Candidats              | Partis      | Partis      | Voix         | %            |
| -------------------- | ---------------------- | ----------- | ----------- | ------------ | ------------ |
| 1                    | Jean Beaudu            |             | FN          | 1 730        | 18,95        |
| 1                    | Marie Orski            |             | FN          | 1 730        | 18,95        |
| 2                    | Sylvie Marcilly*       |             | UMP         | 4 747        | 51,99        |
| 2                    | Stéphane Villain*      |             | UMP         | 4 747        | 51,99        |
| 3                    | Jean-Yves Gautier-Bret |             | PS          | 2 298        | 25,17        |
| 3                    | Maryse Martin          |             | PS          | 2 298        | 25,17        |
| 4                    | Alexandra Coudignac    |             | DLF         | 356          | 3,90         |
| 4                    | Thierry Schroeder      |             | DLF         | 356          | 3,90         |
|                      |                        |             |             |              |              |
| Inscrits             | Inscrits               | Inscrits    | Inscrits    | 17 340       | 100,00       |
| Abstentions          | Abstentions            | Abstentions | Abstentions | 7 812        | 45,05        |
| Votants              | Votants                | Votants     | Votants     | 9 528        | 54,95        |
| Blancs               | Blancs                 | Blancs      | Blancs      | 307          | 3,22         |
| Nuls                 | Nuls                   | Nuls        | Nuls        | 90           | 0,94         |
| Exprimés             | Exprimés               | Exprimés    | Exprimés    | 9 131        | 95,83        |
| * conseiller sortant |                        |             |             |              |              |

### Canton de l'Île d'Oléron
| Candidats            | Candidats           | Partis      | Partis      | Premier tour | Premier tour | Second tour | Second tour |
| Candidats            | Candidats           | Partis      | Partis      | Voix         | %            | Voix        | %           |
| -------------------- | ------------------- | ----------- | ----------- | ------------ | ------------ | ----------- | ----------- |
| 1                    | Michel Parent*      |             | UMP         | 3 996        | 42,09        | 5 536       | 60,57       |
| 1                    | Dominique Rabelle   |             | UMP         | 3 996        | 42,09        | 5 536       | 60,57       |
| 2                    | Rachel Cointet      |             | FN          | 2 296        | 24,18        |             |             |
| 2                    | Pascal Markowsky    |             | FN          | 2 296        | 24,18        |             |             |
| 3                    | Roseline Marcadier  |             | UDI         | 453          | 4,77         |             |             |
| 3                    | Yves Pelletier      |             | UDI         | 453          | 4,77         |             |             |
| 4                    | Arlette Courdavault |             | DVD         | 2 749        | 28,96        | 3 604       | 39,43       |
| 4                    | Éric Proust         |             | DVG         | 2 749        | 28,96        | 3 604       | 39,43       |
|                      |                     |             |             |              |              |             |             |
| Inscrits             | Inscrits            | Inscrits    | Inscrits    | 19 272       | 100,00       | 19 272      | 100,00      |
| Abstentions          | Abstentions         | Abstentions | Abstentions | 9 357        | 48,55        | 9 416       | 48,86       |
| Votants              | Votants             | Votants     | Votants     | 9 915        | 51,45        | 9 856       | 51,14       |
| Blancs               | Blancs              | Blancs      | Blancs      | 311          | 3,14         | 495         | 5,02        |
| Nuls                 | Nuls                | Nuls        | Nuls        | 110          | 1,11         | 221         | 2,24        |
| Exprimés             | Exprimés            | Exprimés    | Exprimés    | 9 494        | 95,75        | 9 140       | 92,74       |
| * conseiller sortant |                     |             |             |              |              |             |             |

### Canton de l'Île de Ré
| Candidats            | Candidats              | Partis      | Partis      | Premier tour | Premier tour |
| Candidats            | Candidats              | Partis      | Partis      | Voix         | %            |
| -------------------- | ---------------------- | ----------- | ----------- | ------------ | ------------ |
| 1                    | Arnaud Kozic           |             | PS          | 1 463        | 18,40        |
| 1                    | Marie-Laure Tissandier |             | PS          | 1 463        | 18,40        |
| 2                    | Dominique Bernard      |             | FN          | 1 432        | 18,01        |
| 2                    | Liliane Dumont         |             | FN          | 1 432        | 18,01        |
| 3                    | Lionel Quillet*        |             | DVD         | 5 058        | 63,60        |
| 3                    | Gisèle Vergnon         |             | DVD         | 5 058        | 63,60        |
|                      |                        |             |             |              |              |
| Inscrits             | Inscrits               | Inscrits    | Inscrits    | 15 934       | 100,00       |
| Abstentions          | Abstentions            | Abstentions | Abstentions | 7 573        | 47,53        |
| Votants              | Votants                | Votants     | Votants     | 8 361        | 52,47        |
| Blancs               | Blancs                 | Blancs      | Blancs      | 272          | 3,25         |
| Nuls                 | Nuls                   | Nuls        | Nuls        | 136          | 1,63         |
| Exprimés             | Exprimés               | Exprimés    | Exprimés    | 7 953        | 95,12        |
| * conseiller sortant |                        |             |             |              |              |

### Canton de La Jarrie
| Candidats            | Candidats               | Partis      | Partis      | Premier tour | Premier tour | Second tour | Second tour |
| Candidats            | Candidats               | Partis      | Partis      | Voix         | %            | Voix        | %           |
| -------------------- | ----------------------- | ----------- | ----------- | ------------ | ------------ | ----------- | ----------- |
| 1                    | Stéphane Beaupoux       |             | PCF         | 830          | 10,47        |             |             |
| 1                    | Véronique Bonnet        |             | DVG         | 830          | 10,47        |             |             |
| 2                    | Josiane Giacalone       |             | FN          | 1 872        | 23,61        |             |             |
| 2                    | Alexandre Ruiz          |             | FN          | 1 872        | 23,61        |             |             |
| 3                    | David Baudon*           |             | PS          | 3 212        | 40,51        | 4 017       | 57,99       |
| 3                    | Line Lafougere          |             | DVG         | 3 212        | 40,51        | 4 017       | 57,99       |
| 4                    | Marie-Gabrielle Chupeau |             | DVD         | 2 015        | 25,41        | 2 910       | 42,01       |
| 4                    | Roger Gervais           |             | SE          | 2 015        | 25,41        | 2 910       | 42,01       |
|                      |                         |             |             |              |              |             |             |
| Inscrits             | Inscrits                | Inscrits    | Inscrits    | 17 608       | 100,00       | 17 613      | 100,00      |
| Abstentions          | Abstentions             | Abstentions | Abstentions | 9 116        | 51,77        | 9 760       | 55,41       |
| Votants              | Votants                 | Votants     | Votants     | 8 492        | 48,23        | 7 853       | 44,59       |
| Blancs               | Blancs                  | Blancs      | Blancs      | 402          | 4,73         | 666         | 8,48        |
| Nuls                 | Nuls                    | Nuls        | Nuls        | 161          | 1,9          | 260         | 3,31        |
| Exprimés             | Exprimés                | Exprimés    | Exprimés    | 7 929        | 93,37        | 6 927       | 88,21       |
| * conseiller sortant |                         |             |             |              |              |             |             |

### Canton de Jonzac
| Candidats            | Candidats             | Partis      | Partis      | Premier tour | Premier tour | Second tour | Second tour |
| Candidats            | Candidats             | Partis      | Partis      | Voix         | %            | Voix        | %           |
| -------------------- | --------------------- | ----------- | ----------- | ------------ | ------------ | ----------- | ----------- |
| 1                    | Jean-Claude Beaulieu* |             | UMP         | 3 843        | 49,94        | 5 136       | 69,96       |
| 1                    | Chantal Guimberteau   |             | DVD         | 3 843        | 49,94        | 5 136       | 69,96       |
| 2                    | Annie-Claude Guiet    |             | DVG         | 1 838        | 23,88        |             |             |
| 2                    | Jack Ros              |             | PS          | 1 838        | 23,88        |             |             |
| 3                    | Claudine Lembert      |             | FN          | 2 015        | 26,18        | 2 205       | 30,04       |
| 3                    | Bernard Roy           |             | FN          | 2 015        | 26,18        | 2 205       | 30,04       |
|                      |                       |             |             |              |              |             |             |
| Inscrits             | Inscrits              | Inscrits    | Inscrits    | 15 919       | 100,00       | 15 920      | 100,00      |
| Abstentions          | Abstentions           | Abstentions | Abstentions | 7 708        | 48,42        | 7 700       | 48,37       |
| Votants              | Votants               | Votants     | Votants     | 8 211        | 51,58        | 8 220       | 51,63       |
| Blancs               | Blancs                | Blancs      | Blancs      | 348          | 4,24         | 635         | 7,73        |
| Nuls                 | Nuls                  | Nuls        | Nuls        | 167          | 2,03         | 244         | 2,97        |
| Exprimés             | Exprimés              | Exprimés    | Exprimés    | 7 696        | 93,73        | 7 341       | 89,31       |
| * conseiller sortant |                       |             |             |              |              |             |             |

### Canton de Lagord
| Candidats            | Candidats           | Partis      | Partis      | Premier tour | Premier tour | Second tour | Second tour |
| Candidats            | Candidats           | Partis      | Partis      | Voix         | %            | Voix        | %           |
| -------------------- | ------------------- | ----------- | ----------- | ------------ | ------------ | ----------- | ----------- |
| 1                    | Jérémy Burgaud      |             | FN          | 1 969        | 20,17        |             |             |
| 1                    | Gwenaëlle Turbe     |             | FN          | 1 969        | 20,17        |             |             |
| 2                    | Christian Fallourd  |             | UMP         | 2 334        | 23,91        | 4 643       | 50,53       |
| 2                    | Évelyne Ferrand     |             | UMP         | 2 334        | 23,91        | 4 643       | 50,53       |
| 3                    | Katherine Chipoff   |             | PS          | 2 121        | 21,73        | 4 545       | 49,47       |
| 3                    | Jack Dillenbourg*   |             | PS          | 2 121        | 21,73        | 4 545       | 49,47       |
| 4                    | Fabienne Jarriault  |             | PRG         | 1 816        | 18,60        |             |             |
| 4                    | Yann Juin*          |             | PRG         | 1 816        | 18,60        |             |             |
| 5                    | Bénédicte Beconnier |             | EÉLV        | 757          | 7,75         |             |             |
| 5                    | Pierre Pichot       |             | EÉLV        | 757          | 7,75         |             |             |
| 6                    | Jacqueline Deneuve  |             | MoDem       | 765          | 7,84         |             |             |
| 6                    | Pierre Le Henaff    |             | UDI         | 765          | 7,84         |             |             |
|                      |                     |             |             |              |              |             |             |
| Inscrits             | Inscrits            | Inscrits    | Inscrits    | 20 603       | 100,00       | 20 603      | 100,00      |
| Abstentions          | Abstentions         | Abstentions | Abstentions | 10 323       | 50,1         | 10 543      | 51,17       |
| Votants              | Votants             | Votants     | Votants     | 10 280       | 49,9         | 10 060      | 48,83       |
| Blancs               | Blancs              | Blancs      | Blancs      | 345          | 3,36         | 601         | 5,97        |
| Nuls                 | Nuls                | Nuls        | Nuls        | 173          | 1,68         | 271         | 2,69        |
| Exprimés             | Exprimés            | Exprimés    | Exprimés    | 9 762        | 94,96        | 9 188       | 91,33       |
| * conseiller sortant |                     |             |             |              |              |             |             |

### Canton de Marans
| Candidats            | Candidats           | Partis      | Partis      | Premier tour | Premier tour | Second tour | Second tour |
| Candidats            | Candidats           | Partis      | Partis      | Voix         | %            | Voix        | %           |
| -------------------- | ------------------- | ----------- | ----------- | ------------ | ------------ | ----------- | ----------- |
| 1                    | Patrick Blanchard*  |             | DVD         | 2 173        | 24,72        |             |             |
| 1                    | Nadia Boireau       |             | DVD         | 2 173        | 24,72        |             |             |
| 2                    | Karine Dupraz       |             | DVG         | 2 543        | 28,92        | 5 565       | 63,34       |
| 2                    | Denis Petit         |             | PRG         | 2 543        | 28,92        | 5 565       | 63,34       |
| 3                    | Jérémy Boisseau     |             | DVD         | 1 650        | 18,77        |             |             |
| 3                    | Florence Guiberteau |             | DVD         | 1 650        | 18,77        |             |             |
| 4                    | Arnaud Humbert      |             | FN          | 2 426        | 27,59        | 3 221       | 36,66       |
| 4                    | Catherine Pelloquin |             | FN          | 2 426        | 27,59        | 3 221       | 36,66       |
|                      |                     |             |             |              |              |             |             |
| Inscrits             | Inscrits            | Inscrits    | Inscrits    | 19 092       | 100,00       | 19 092      | 100,00      |
| Abstentions          | Abstentions         | Abstentions | Abstentions | 9 841        | 51,55        | 9 419       | 49,33       |
| Votants              | Votants             | Votants     | Votants     | 9 251        | 48,45        | 9 673       | 50,67       |
| Blancs               | Blancs              | Blancs      | Blancs      | 285          | 3,08         | 604         | 6,24        |
| Nuls                 | Nuls                | Nuls        | Nuls        | 174          | 1,88         | 283         | 2,93        |
| Exprimés             | Exprimés            | Exprimés    | Exprimés    | 8 792        | 95,04        | 8 786       | 90,83       |
| * conseiller sortant |                     |             |             |              |              |             |             |

### Canton de Marennes
| Candidats   | Candidats         | Partis      | Partis      | Premier tour | Premier tour | Second tour | Second tour |
| Candidats   | Candidats         | Partis      | Partis      | Voix         | %            | Voix        | %           |
| ----------- | ----------------- | ----------- | ----------- | ------------ | ------------ | ----------- | ----------- |
| 1           | Nadine de Praeter |             | FN          | 2 428        | 30,84        | 2 460       | 41,62       |
| 1           | Jack Durvicq      |             | FN          | 2 428        | 30,84        | 2 460       | 41,62       |
| 2           | Michèle Bazin     |             | DVG         | 3 469        | 44,06        | 4 492       | 58,38       |
| 2           | Mickaël Vallet    |             | PS          | 3 469        | 44,06        | 4 492       | 58,38       |
| 3           | Francine Baudin   |             | DVD         | 1 977        | 25,11        |             |             |
| 3           | Guy Proteau       |             | UDI         | 1 977        | 25,11        |             |             |
|             |                   |             |             |              |              |             |             |
| Inscrits    | Inscrits          | Inscrits    | Inscrits    | 16 150       | 100,00       | 16 151      | 100,00      |
| Abstentions | Abstentions       | Abstentions | Abstentions | 7 828        | 48,47        | 7 618       | 47,17       |
| Votants     | Votants           | Votants     | Votants     | 8 322        | 51,53        | 8 533       | 52,83       |
| Blancs      | Blancs            | Blancs      | Blancs      | 308          | 3,7          | 632         | 7,41        |
| Nuls        | Nuls              | Nuls        | Nuls        | 140          | 1,68         | 206         | 2,41        |
| Exprimés    | Exprimés          | Exprimés    | Exprimés    | 7 874        | 94,62        | 7 695       | 90,18       |

### Canton de Matha
| Candidats            | Candidats          | Partis      | Partis      | Premier tour | Premier tour | Second tour | Second tour |
| Candidats            | Candidats          | Partis      | Partis      | Voix         | %            | Voix        | %           |
| -------------------- | ------------------ | ----------- | ----------- | ------------ | ------------ | ----------- | ----------- |
| 1                    | Corinne Imbert*    |             | UMP         | 3 957        | 48,5         | 5 232       | 68,02       |
| 1                    | Jean-Marie Roustit |             | DVD         | 3 957        | 48,5         | 5 232       | 68,02       |
| 2                    | Frédéric Orski     |             | FN          | 2 264        | 27,75        | 2 460       | 31,98       |
| 2                    | Séverine Werbrouck |             | FN          | 2 264        | 27,75        | 2 460       | 31,98       |
| 3                    | Philippe Gohin     |             | PS          | 1 938        | 23,75        |             |             |
| 3                    | Jeannie Olivré     |             | PS          | 1 938        | 23,75        |             |             |
|                      |                    |             |             |              |              |             |             |
| Inscrits             | Inscrits           | Inscrits    | Inscrits    | 16 647       | 100,00       | 16 647      | 100,00      |
| Abstentions          | Abstentions        | Abstentions | Abstentions | 7 898        | 47,44        | 7 954       | 47,78       |
| Votants              | Votants            | Votants     | Votants     | 8 749        | 52,56        | 8 693       | 52,22       |
| Blancs               | Blancs             | Blancs      | Blancs      | 323          | 3,69         | 653         | 7,51        |
| Nuls                 | Nuls               | Nuls        | Nuls        | 267          | 3,05         | 348         | 4           |
| Exprimés             | Exprimés           | Exprimés    | Exprimés    | 8 159        | 93,26        | 7 692       | 88,48       |
| * conseiller sortant |                    |             |             |              |              |             |             |

### Canton de Pons
| Candidats            | Candidats               | Partis      | Partis      | Premier tour | Premier tour | Second tour | Second tour |
| Candidats            | Candidats               | Partis      | Partis      | Voix         | %            | Voix        | %           |
| -------------------- | ----------------------- | ----------- | ----------- | ------------ | ------------ | ----------- | ----------- |
| 1                    | Anne Chomel             |             | FN          | 2 503        | 33,72        | 2 764       | 37,46       |
| 1                    | Yannick Gammelin        |             | FN          | 2 503        | 33,72        | 2 764       | 37,46       |
| 2                    | Marie-Christine Bureau* |             | DVD         | 3 374        | 45,46        | 4 615       | 62,54       |
| 2                    | Jacky Quesson           |             | DVD         | 3 374        | 45,46        | 4 615       | 62,54       |
| 3                    | Farouk Dermoch          |             | PRG         | 1 545        | 20,82        |             |             |
| 3                    | Katia Puaud-Noyer       |             | PRG         | 1 545        | 20,82        |             |             |
|                      |                         |             |             |              |              |             |             |
| Inscrits             | Inscrits                | Inscrits    | Inscrits    | 15 980       | 100,00       | 15 980      | 100,00      |
| Abstentions          | Abstentions             | Abstentions | Abstentions | 7 965        | 49,84        | 7 793       | 48,77       |
| Votants              | Votants                 | Votants     | Votants     | 8 015        | 50,16        | 8 187       | 51,23       |
| Blancs               | Blancs                  | Blancs      | Blancs      | 336          | 4,19         | 531         | 6,49        |
| Nuls                 | Nuls                    | Nuls        | Nuls        | 257          | 3,21         | 277         | 3,38        |
| Exprimés             | Exprimés                | Exprimés    | Exprimés    | 7 422        | 92,6         | 7 379       | 90,13       |
| * conseiller sortant |                         |             |             |              |              |             |             |

### Canton de Rochefort
| Candidats            | Candidats           | Partis      | Partis      | Premier tour | Premier tour | Second tour | Second tour |
| Candidats            | Candidats           | Partis      | Partis      | Voix         | %            | Voix        | %           |
| -------------------- | ------------------- | ----------- | ----------- | ------------ | ------------ | ----------- | ----------- |
| 1                    | Frédéric Castello   |             | LO          | 365          | 4,87         |             |             |
| 1                    | Dominique Rémond    |             | LO          | 365          | 4,87         |             |             |
| 2                    | Pierre Feydeau*     |             | PS          | 2 121        | 28,31        | 3 603       | 49,89       |
| 2                    | Christelle Pieuchot |             | PS          | 2 121        | 28,31        | 3 603       | 49,89       |
| 3                    | Bruno Candau        |             | UDI         | 386          | 5,15         |             |             |
| 3                    | Corine Petitjean    |             | UDI         | 386          | 5,15         |             |             |
| 4                    | Caroline Campodarve |             | UMP         | 2 012        | 26,85        | 3 619       | 50,11       |
| 4                    | Gérard Pons         |             | UMP         | 2 012        | 26,85        | 3 619       | 50,11       |
| 5                    | Alexis Blanc        |             | DVG         | 1 003        | 13,39        |             |             |
| 5                    | Mélanie Favard      |             | DVG         | 1 003        | 13,39        |             |             |
| 6                    | Sylvie Bassetto     |             | FN          | 1 606        | 21,43        |             |             |
| 6                    | Dominique Droin     |             | FN          | 1 606        | 21,43        |             |             |
|                      |                     |             |             |              |              |             |             |
| Inscrits             | Inscrits            | Inscrits    | Inscrits    | 17 564       | 100,00       | 17 564      | 100,00      |
| Abstentions          | Abstentions         | Abstentions | Abstentions | 9 742        | 55,47        | 9 696       | 55,2        |
| Votants              | Votants             | Votants     | Votants     | 7 822        | 44,53        | 7 868       | 44,8        |
| Blancs               | Blancs              | Blancs      | Blancs      | 242          | 3,09         | 414         | 5,26        |
| Nuls                 | Nuls                | Nuls        | Nuls        | 87           | 1,11         | 232         | 2,95        |
| Exprimés             | Exprimés            | Exprimés    | Exprimés    | 7 493        | 95,79        | 7 222       | 91,79       |
| * conseiller sortant |                     |             |             |              |              |             |             |

### Canton de La Rochelle-1
| Candidats            | Candidats                 | Partis      | Partis      | Premier tour | Premier tour | Second tour | Second tour |
| Candidats            | Candidats                 | Partis      | Partis      | Voix         | %            | Voix        | %           |
| -------------------- | ------------------------- | ----------- | ----------- | ------------ | ------------ | ----------- | ----------- |
| 1                    | Patrick Auzou             |             | FN          | 1 479        | 19,63        |             |             |
| 1                    | Anaïs Errakhli            |             | FN          | 1 479        | 19,63        |             |             |
| 2                    | Gilles Gautronneau*       |             | PS          | 1 710        | 22,70        | 2 636       | 45,72       |
| 2                    | Danièle Lacote            |             | PS          | 1 710        | 22,70        | 2 636       | 45,72       |
| 3                    | Marylise Fleuret-Pagnoux* |             | PRG         | 1 773        | 23,53        | 3 129       | 54,28       |
| 3                    | Pierre Malbosc            |             | PRG         | 1 773        | 23,53        | 3 129       | 54,28       |
| 4                    | Xavier Bonnaval           |             | UMP         | 1 256        | 16,67        |             |             |
| 4                    | Otilia Ferreira           |             | MoDem       | 1 256        | 16,67        |             |             |
| 5                    | Nicolas Gonnet            |             | PCF         | 564          | 7,49         |             |             |
| 5                    | Nadine Lesauvage          |             | PCF         | 564          | 7,49         |             |             |
| 6                    | Pascale Martineau         |             | EÉLV        | 752          | 9,98         |             |             |
| 6                    | Jean-Christophe Paris     |             | EÉLV        | 752          | 9,98         |             |             |
|                      |                           |             |             |              |              |             |             |
| Inscrits             | Inscrits                  | Inscrits    | Inscrits    | 17 925       | 100,00       | 17 925      | 100,00      |
| Abstentions          | Abstentions               | Abstentions | Abstentions | 10 093       | 56,31        | 11 163      | 62,28       |
| Votants              | Votants                   | Votants     | Votants     | 7 832        | 43,69        | 6 762       | 37,72       |
| Blancs               | Blancs                    | Blancs      | Blancs      | 112          | 1,43         | 298         | 4,41        |
| Nuls                 | Nuls                      | Nuls        | Nuls        | 186          | 2,37         | 699         | 10,34       |
| Exprimés             | Exprimés                  | Exprimés    | Exprimés    | 7 534        | 96,2         | 5 765       | 85,26       |
| * conseiller sortant |                           |             |             |              |              |             |             |

### Canton de La Rochelle-2
| Candidats            | Candidats                 | Partis      | Partis      | Premier tour | Premier tour | Second tour | Second tour |
| Candidats            | Candidats                 | Partis      | Partis      | Voix         | %            | Voix        | %           |
| -------------------- | ------------------------- | ----------- | ----------- | ------------ | ------------ | ----------- | ----------- |
| 1                    | Guillaume Bouffé          |             | SE          | 2            | 0,03         |             |             |
| 1                    | Coralie Moll-Ferré        |             | SE          | 2            | 0,03         |             |             |
| 2                    | Véronique Laffargue       |             | UMP         | 2 040        | 28,74        | 2 965       | 47,15       |
| 2                    | Bruno Léal                |             | UMP         | 2 040        | 28,74        | 2 965       | 47,15       |
| 3                    | Catherine Barrault        |             | EÉLV        | 614          | 8,65         |             |             |
| 3                    | Jean Philippe Brothier    |             | EÉLV        | 614          | 8,65         |             |             |
| 4                    | Caroline Bedois           |             | PCF         | 334          | 4,70         |             |             |
| 4                    | Patrick Guédon            |             | PCF         | 334          | 4,70         |             |             |
| 5                    | Hugues Graff              |             | FN          | 809          | 11,40        |             |             |
| 5                    | Françoise Rabouant        |             | FN          | 809          | 11,40        |             |             |
| 6                    | Denis Leroy*              |             | PS          | 1 225        | 17,26        |             |             |
| 6                    | Brigitte Peudupin         |             | PS          | 1 225        | 17,26        |             |             |
| 7                    | Élisabeth Delorme-Blaizot |             | MoDem       | 339          | 4,78         |             |             |
| 7                    | Julien Janvier            |             | UDI         | 339          | 4,78         |             |             |
| 8                    | Patricia Friou*           |             | DVG         | 1 736        | 24,45        | 3 324       | 52,85       |
| 8                    | Dominique Guégo           |             | PRG         | 1 736        | 24,45        | 3 324       | 52,85       |
|                      |                           |             |             |              |              |             |             |
| Inscrits             | Inscrits                  | Inscrits    | Inscrits    | 15 529       | 100,00       | 15 529      | 100,00      |
| Abstentions          | Abstentions               | Abstentions | Abstentions | 8 226        | 52,97        | 8 669       | 55,82       |
| Votants              | Votants                   | Votants     | Votants     | 7 303        | 47,03        | 6 860       | 44,18       |
| Blancs               | Blancs                    | Blancs      | Blancs      | 59           | 0,81         | 381         | 5,55        |
| Nuls                 | Nuls                      | Nuls        | Nuls        | 145          | 1,99         | 190         | 2,77        |
| Exprimés             | Exprimés                  | Exprimés    | Exprimés    | 7 099        | 97,21        | 6 289       | 91,68       |
| * conseiller sortant |                           |             |             |              |              |             |             |

### Canton de La Rochelle-3
| Candidats            | Candidats             | Partis      | Partis      | Premier tour | Premier tour | Second tour | Second tour |
| Candidats            | Candidats             | Partis      | Partis      | Voix         | %            | Voix        | %           |
| -------------------- | --------------------- | ----------- | ----------- | ------------ | ------------ | ----------- | ----------- |
| 1                    | Brahim Jlalji         |             | PCF         | 487          | 6,64         |             |             |
| 1                    | Béatrice Ronchin      |             | PCF         | 487          | 6,64         |             |             |
| 2                    | Daniel Chuillet       |             | EÉLV        | 701          | 9,55         |             |             |
| 2                    | Marion Pichot         |             | EÉLV        | 701          | 9,55         |             |             |
| 3                    | Michèle Léger         |             | FN          | 1 256        | 17,12        |             |             |
| 3                    | Guy Perrenot          |             | FN          | 1 256        | 17,12        |             |             |
| 4                    | Corinne Benoît        |             | UMP         | 1 397        | 19,04        |             |             |
| 4                    | Martin Lepoutre       |             | UMP         | 1 397        | 19,04        |             |             |
| 5                    | Christelle Claysac    |             | PS          | 1 674        | 22,82        | 2 326       | 40,52       |
| 5                    | Jean-Pierre Mandroux* |             | PS          | 1 674        | 22,82        | 2 326       | 40,52       |
| 6                    | Nadège Désir          |             | PRG         | 1 822        | 24,83        | 3 415       | 59,48       |
| 6                    | Pierre Robin          |             | PRG         | 1 822        | 24,83        | 3 415       | 59,48       |
|                      |                       |             |             |              |              |             |             |
| Inscrits             | Inscrits              | Inscrits    | Inscrits    | 16 484       | 100,00       | 16 484      | 100,00      |
| Abstentions          | Abstentions           | Abstentions | Abstentions | 8 849        | 53,68        | 9 827       | 59,62       |
| Votants              | Votants               | Votants     | Votants     | 7 635        | 46,32        | 6 657       | 40,38       |
| Blancs               | Blancs                | Blancs      | Blancs      | 90           | 1,18         | 619         | 9,3         |
| Nuls                 | Nuls                  | Nuls        | Nuls        | 208          | 2,72         | 297         | 4,46        |
| Exprimés             | Exprimés              | Exprimés    | Exprimés    | 7 337        | 96,1         | 5 741       | 86,24       |
| * conseiller sortant |                       |             |             |              |              |             |             |

### Canton de Royan
| Candidats            | Candidats            | Partis      | Partis      | Premier tour | Premier tour | Second tour | Second tour |
| Candidats            | Candidats            | Partis      | Partis      | Voix         | %            | Voix        | %           |
| -------------------- | -------------------- | ----------- | ----------- | ------------ | ------------ | ----------- | ----------- |
| 1                    | Marie Garnier        |             | FN          | 3 237        | 27,67        | 3 385       | 31,34       |
| 1                    | Thierry Rogister     |             | FN          | 3 237        | 27,67        | 3 385       | 31,34       |
| 2                    | Jacques Guiard       |             | PCF         | 743          | 6,35         |             |             |
| 2                    | Christelle Maire     |             | PCF         | 743          | 6,35         |             |             |
| 3                    | Dominique Bussereau* |             | UMP         | 5 555        | 47,49        | 7 416       | 68,66       |
| 3                    | Marie-Pierre Quentin |             | UMP         | 5 555        | 47,49        | 7 416       | 68,66       |
| 4                    | Régine Joly          |             | PS          | 2 163        | 18,49        |             |             |
| 4                    | Denis Moallic        |             | PS          | 2 163        | 18,49        |             |             |
|                      |                      |             |             |              |              |             |             |
| Inscrits             | Inscrits             | Inscrits    | Inscrits    | 22 872       | 100,00       | 22 871      | 100,00      |
| Abstentions          | Abstentions          | Abstentions | Abstentions | 10 550       | 46,13        | 10 811      | 47,27       |
| Votants              | Votants              | Votants     | Votants     | 12 322       | 53,87        | 12 060      | 52,73       |
| Blancs               | Blancs               | Blancs      | Blancs      | 429          | 3,48         | 879         | 7,29        |
| Nuls                 | Nuls                 | Nuls        | Nuls        | 195          | 1,58         | 380         | 3,15        |
| Exprimés             | Exprimés             | Exprimés    | Exprimés    | 11 698       | 94,94        | 10 801      | 89,56       |
| * conseiller sortant |                      |             |             |              |              |             |             |

### Canton de Saint-Jean-d'Angély
| Candidats   | Candidats            | Partis      | Partis      | Premier tour | Premier tour | Second tour | Second tour |
| Candidats   | Candidats            | Partis      | Partis      | Voix         | %            | Voix        | %           |
| ----------- | -------------------- | ----------- | ----------- | ------------ | ------------ | ----------- | ----------- |
| 1           | Françoise Mesnard    |             | PS          | 2 698        | 27,77        | 4 187       | 46,06       |
| 1           | Jacques Roux         |             | PS          | 2 698        | 27,77        | 4 187       | 46,06       |
| 2           | Caroline Aloe        |             | DVD         | 3 202        | 32,96        | 4 903       | 53,94       |
| 2           | Jean-Claude Godineau |             | UDI         | 3 202        | 32,96        | 4 903       | 53,94       |
| 3           | Frédéric Boutin      |             | PCF         | 1 253        | 12,90        |             |             |
| 3           | Christine Vernon     |             | PCF         | 1 253        | 12,90        |             |             |
| 4           | Cyrille Gabory       |             | FN          | 2 562        | 26,37        |             |             |
| 4           | Corinne Ichallal     |             | FN          | 2 562        | 26,37        |             |             |
|             |                      |             |             |              |              |             |             |
| Inscrits    | Inscrits             | Inscrits    | Inscrits    | 20 581       | 100,00       | 20 580      | 100,00      |
| Abstentions | Abstentions          | Abstentions | Abstentions | 10 325       | 50,17        | 10 404      | 50,55       |
| Votants     | Votants              | Votants     | Votants     | 10 256       | 49,83        | 10 176      | 49,45       |
| Blancs      | Blancs               | Blancs      | Blancs      | 353          | 3,44         | 686         | 6,74        |
| Nuls        | Nuls                 | Nuls        | Nuls        | 188          | 1,83         | 400         | 3,93        |
| Exprimés    | Exprimés             | Exprimés    | Exprimés    | 9 715        | 94,73        | 9 090       | 89,33       |

### Canton de Saint-Porchaire
| Candidats            | Candidats         | Partis      | Partis      | Premier tour | Premier tour |
| Candidats            | Candidats         | Partis      | Partis      | Voix         | %            |
| -------------------- | ----------------- | ----------- | ----------- | ------------ | ------------ |
| 1                    | Michèle Holstaine |             | FN          | 2 417        | 36,53        |
| 1                    | Albert Maes       |             | FN          | 2 417        | 36,53        |
| 2                    | Michel Doublet*   |             | UMP         | 4 200        | 63,47        |
| 2                    | Brigitte Seguin   |             | DVD         | 4 200        | 63,47        |
|                      |                   |             |             |              |              |
| Inscrits             | Inscrits          | Inscrits    | Inscrits    | 14 380       | 100,00       |
| Abstentions          | Abstentions       | Abstentions | Abstentions | 6 859        | 47,70        |
| Votants              | Votants           | Votants     | Votants     | 7 521        | 52,30        |
| Blancs               | Blancs            | Blancs      | Blancs      | 579          | 7,70         |
| Nuls                 | Nuls              | Nuls        | Nuls        | 325          | 4,32         |
| Exprimés             | Exprimés          | Exprimés    | Exprimés    | 6 617        | 87,98        |
| * conseiller sortant |                   |             |             |              |              |

### Canton de Saintes
| Candidats            | Candidats                 | Partis      | Partis      | Premier tour | Premier tour | Second tour | Second tour |
| Candidats            | Candidats                 | Partis      | Partis      | Voix         | %            | Voix        | %           |
| -------------------- | ------------------------- | ----------- | ----------- | ------------ | ------------ | ----------- | ----------- |
| 1                    | Renée Benchimol-Lauribe   |             | DVG         | 716          | 8,87         |             |             |
| 1                    | Stéphane Trifiletti       |             | EÉLV        | 716          | 8,87         |             |             |
| 2                    | Michelle Carmouse         |             | PCF         | 536          | 6,64         |             |             |
| 2                    | Guy Rambeau               |             | PCF         | 536          | 6,64         |             |             |
| 3                    | Jean Philippe Ardouin     |             | DVD         | 517          | 6,40         |             |             |
| 3                    | Lucie Harvoire            |             | DVD         | 517          | 6,40         |             |             |
| 4                    | Régis Sainte-Marie Pricot |             | DVD         | 2 418        | 29,95        | 3 879       | 49,69       |
| 4                    | Mélissa Trouvé            |             | UMP         | 2 418        | 29,95        | 3 879       | 49,69       |
| 5                    | Nicolas Le Dain           |             | FN          | 1 586        | 19,65        |             |             |
| 5                    | Séverine Sanchez          |             | FN          | 1 586        | 19,65        |             |             |
| 6                    | Christophe Dourthe*       |             | PS          | 2 300        | 28,49        | 3 928       | 50,31       |
| 6                    | Brigitte Favreau          |             | PS          | 2 300        | 28,49        | 3 928       | 50,31       |
|                      |                           |             |             |              |              |             |             |
| Inscrits             | Inscrits                  | Inscrits    | Inscrits    | 18 665       | 100,00       | 18 665      | 100,00      |
| Abstentions          | Abstentions               | Abstentions | Abstentions | 10 249       | 54,91        | 10 154      | 54,4        |
| Votants              | Votants                   | Votants     | Votants     | 8 416        | 45,09        | 8 511       | 45,6        |
| Blancs               | Blancs                    | Blancs      | Blancs      | 220          | 2,61         | 432         | 5,08        |
| Nuls                 | Nuls                      | Nuls        | Nuls        | 123          | 1,46         | 272         | 3,2         |
| Exprimés             | Exprimés                  | Exprimés    | Exprimés    | 8 073        | 95,92        | 7 807       | 91,73       |
| * conseiller sortant |                           |             |             |              |              |             |             |

### Canton de Saintonge Estuaire
| Candidats   | Candidats              | Partis      | Partis      | Premier tour | Premier tour | Second tour | Second tour |
| Candidats   | Candidats              | Partis      | Partis      | Voix         | %            | Voix        | %           |
| ----------- | ---------------------- | ----------- | ----------- | ------------ | ------------ | ----------- | ----------- |
| 1           | Françoise de Roffignac |             | UMP         | 3 291        | 42,94        | 4 766       | 63,7        |
| 1           | Loïc Girard            |             | UMP         | 3 291        | 42,94        | 4 766       | 63,7        |
| 2           | Françoise Fribourg     |             | PS          | 1 168        | 15,24        |             |             |
| 2           | Alexandre Poupart      |             | PS          | 1 168        | 15,24        |             |             |
| 3           | Patricia Chaigneault   |             | DVG         | 761          | 9,93         |             |             |
| 3           | Stéphane Loth          |             | DVD         | 761          | 9,93         |             |             |
| 4           | Josiane Moussit        |             | FN          | 2 444        | 31,89        | 2 716       | 36,3        |
| 4           | Didier Roësberg        |             | FN          | 2 444        | 31,89        | 2 716       | 36,3        |
|             |                        |             |             |              |              |             |             |
| Inscrits    | Inscrits               | Inscrits    | Inscrits    | 15 169       | 100,00       | 15 159      | 100,00      |
| Abstentions | Abstentions            | Abstentions | Abstentions | 7 073        | 46,63        | 6 977       | 46,03       |
| Votants     | Votants                | Votants     | Votants     | 8 096        | 53,37        | 8 182       | 53,97       |
| Blancs      | Blancs                 | Blancs      | Blancs      | 274          | 3,38         | 473         | 5,78        |
| Nuls        | Nuls                   | Nuls        | Nuls        | 158          | 1,95         | 227         | 2,77        |
| Exprimés    | Exprimés               | Exprimés    | Exprimés    | 7 664        | 94,66        | 7 482       | 91,44       |

### Canton de Saujon
| Candidats            | Candidats                        | Partis      | Partis      | Premier tour | Premier tour | Second tour | Second tour |
| Candidats            | Candidats                        | Partis      | Partis      | Voix         | %            | Voix        | %           |
| -------------------- | -------------------------------- | ----------- | ----------- | ------------ | ------------ | ----------- | ----------- |
| 1                    | Stéphanie Cosson                 |             | UMP         | 1 439        | 18,27        |             |             |
| 1                    | Yvon Cotterre                    |             | UMP         | 1 439        | 18,27        |             |             |
| 2                    | Pascal Ferchaud*                 |             | PRG         | 3 122        | 39,64        | 4 663       | 59,71       |
| 2                    | Ghislaine Guillen                |             | PRG         | 3 122        | 39,64        | 4 663       | 59,71       |
| 3                    | Jean-Marc de Lacoste-Lareymondie |             | FN          | 2 495        | 31,68        | 3 879       | 40,29       |
| 3                    | Isabelle Texier                  |             | FN          | 2 495        | 31,68        | 3 879       | 40,29       |
| 4                    | Laura Durand-Bouju               |             | MoDem       | 819          | 10,40        |             |             |
| 4                    | Gérard Potennec                  |             | MoDem       | 819          | 10,40        |             |             |
|                      |                                  |             |             |              |              |             |             |
| Inscrits             | Inscrits                         | Inscrits    | Inscrits    | 15 924       | 100,00       | 15 923      | 100,00      |
| Abstentions          | Abstentions                      | Abstentions | Abstentions | 7 654        | 48,07        | 7 431       | 46,67       |
| Votants              | Votants                          | Votants     | Votants     | 8 270        | 51,93        | 8 492       | 53,33       |
| Blancs               | Blancs                           | Blancs      | Blancs      | 273          | 3,3          | 497         | 5,85        |
| Nuls                 | Nuls                             | Nuls        | Nuls        | 122          | 1,48         | 186         | 2,19        |
| Exprimés             | Exprimés                         | Exprimés    | Exprimés    | 7 875        | 95,22        | 7 809       | 91,96       |
| * conseiller sortant |                                  |             |             |              |              |             |             |

### Canton de Surgères
| Candidats            | Candidats            | Partis      | Partis      | Premier tour | Premier tour | Second tour | Second tour |
| Candidats            | Candidats            | Partis      | Partis      | Voix         | %            | Voix        | %           |
| -------------------- | -------------------- | ----------- | ----------- | ------------ | ------------ | ----------- | ----------- |
| 1                    | Gilbert Bernard      |             | PCF         | 621          | 6,48         |             |             |
| 1                    | Josiane Dahéron      |             | PCF         | 621          | 6,48         |             |             |
| 2                    | Catherine Desprez    |             | DVD         | 3 911        | 40,84        | 5 076       | 57,67       |
| 2                    | Gilles Gay           |             | DVD         | 3 911        | 40,84        | 5 076       | 57,67       |
| 3                    | Guy Errakhli         |             | FN          | 2 224        | 23,22        |             |             |
| 3                    | Natacha Petrowsky    |             | FN          | 2 224        | 23,22        |             |             |
| 4                    | Marie-Pierre Brunet* |             | PRG         | 2 821        | 29,46        | 3 726       | 42,33       |
| 4                    | Christian Brunier*   |             | PS          | 2 821        | 29,46        | 3 726       | 42,33       |
|                      |                      |             |             |              |              |             |             |
| Inscrits             | Inscrits             | Inscrits    | Inscrits    | 19 921       | 100,00       | 19 828      | 100,00      |
| Abstentions          | Abstentions          | Abstentions | Abstentions | 9 945        | 49,92        | 10 275      | 51,82       |
| Votants              | Votants              | Votants     | Votants     | 9 976        | 50,08        | 9 553       | 48,18       |
| Blancs               | Blancs               | Blancs      | Blancs      | 259          | 2,6          | 491         | 5,14        |
| Nuls                 | Nuls                 | Nuls        | Nuls        | 140          | 1,4          | 260         | 2,72        |
| Exprimés             | Exprimés             | Exprimés    | Exprimés    | 9 577        | 96           | 8 802       | 92,14       |
| * conseiller sortant |                      |             |             |              |              |             |             |

### Canton de Thénac
| Candidats   | Candidats            | Partis      | Partis      | Premier tour | Premier tour | Second tour | Second tour |
| Candidats   | Candidats            | Partis      | Partis      | Voix         | %            | Voix        | %           |
| ----------- | -------------------- | ----------- | ----------- | ------------ | ------------ | ----------- | ----------- |
| 1           | Alexandre Grenot     |             | UMP         | 2 822        | 41,6         | 3 878       | 57,27       |
| 1           | Sylvie Mercier       |             | UMP         | 2 822        | 41,6         | 3 878       | 57,27       |
| 2           | Bernard Chateaugiron |             | PS          | 1 403        | 20,68        |             |             |
| 2           | Margarita Sola       |             | PS          | 1 403        | 20,68        |             |             |
| 3           | Cécile Biron         |             | DLF         | 1 082        | 15,95        |             |             |
| 3           | Alain Georgeon       |             | DLF         | 1 082        | 15,95        |             |             |
| 4           | Isabelle Mayard      |             | DVG         | 1 476        | 21,76        | 2 894       | 42,73       |
| 4           | Michel Pelletier     |             | DVG         | 1 476        | 21,76        | 2 894       | 42,73       |
|             |                      |             |             |              |              |             |             |
| Inscrits    | Inscrits             | Inscrits    | Inscrits    | 14 859       | 100,00       | 14 859      | 100,00      |
| Abstentions | Abstentions          | Abstentions | Abstentions | 7 330        | 49,33        | 7 364       | 49,56       |
| Votants     | Votants              | Votants     | Votants     | 7 529        | 50,67        | 7 495       | 50,44       |
| Blancs      | Blancs               | Blancs      | Blancs      | 393          | 5,22         | 458         | 6,11        |
| Nuls        | Nuls                 | Nuls        | Nuls        | 353          | 4,69         | 265         | 3,54        |
| Exprimés    | Exprimés             | Exprimés    | Exprimés    | 6 783        | 90,09        | 6 772       | 90,35       |

### Canton de Tonnay-Charente
| Candidats            | Candidats            | Partis      | Partis      | Premier tour | Premier tour | Second tour | Second tour |
| Candidats            | Candidats            | Partis      | Partis      | Voix         | %            | Voix        | %           |
| -------------------- | -------------------- | ----------- | ----------- | ------------ | ------------ | ----------- | ----------- |
| 1                    | Sébastien Bourbigot  |             | PS          | 2 244        | 24,47        |             |             |
| 1                    | Rose Marie Hervouet  |             | PS          | 2 244        | 24,47        |             |             |
| 2                    | Corinne Bougault     |             | FN          | 2 565        | 27,97        | 3 114       | 37,24       |
| 2                    | Jean-Louis Leygonie  |             | FN          | 2 565        | 27,97        | 3 114       | 37,24       |
| 3                    | Pierre Bacq          |             | FG          | 573          | 6,25         |             |             |
| 3                    | Brigitte Peyrillé    |             | FG          | 573          | 6,25         |             |             |
| 4                    | Roland Lopez         |             | SE          | 1 201        | 13,10        |             |             |
| 4                    | Geneviève Peyronnet  |             | SE          | 1 201        | 13,10        |             |             |
| 5                    | Robert Chatelier*    |             | UMP         | 2 588        | 28,22        | 5 247       | 62,76       |
| 5                    | Marie-Chantal Périer |             | UMP         | 2 588        | 28,22        | 5 247       | 62,76       |
|                      |                      |             |             |              |              |             |             |
| Inscrits             | Inscrits             | Inscrits    | Inscrits    | 19 351       | 100,00       | 19 351      | 100,00      |
| Abstentions          | Abstentions          | Abstentions | Abstentions | 9 753        | 50,4         | 9 664       | 49,94       |
| Votants              | Votants              | Votants     | Votants     | 9 598        | 49,6         | 9 687       | 50,06       |
| Blancs               | Blancs               | Blancs      | Blancs      | 307          | 3,2          | 926         | 9,56        |
| Nuls                 | Nuls                 | Nuls        | Nuls        | 120          | 1,25         | 400         | 4,13        |
| Exprimés             | Exprimés             | Exprimés    | Exprimés    | 9 171        | 95,55        | 8 361       | 86,31       |
| * conseiller sortant |                      |             |             |              |              |             |             |

### Canton de La Tremblade
| Candidats   | Candidats            | Partis      | Partis      | Premier tour | Premier tour | Second tour | Second tour |
| Candidats   | Candidats            | Partis      | Partis      | Voix         | %            | Voix        | %           |
| ----------- | -------------------- | ----------- | ----------- | ------------ | ------------ | ----------- | ----------- |
| 1           | Gérard Cuzin         |             | PS          | 828          | 9,39         |             |             |
| 1           | Maryse Kurnik        |             | PS          | 828          | 9,39         |             |             |
| 2           | Fabienne Aucouturier |             | DVD         | 3 838        | 43,54        | 5 579       | 61,48       |
| 2           | Jean-Pierre Tallieu  |             | UDI         | 3 838        | 43,54        | 5 579       | 61,48       |
| 3           | Stephane Beauvais    |             | FN          | 3 196        | 36,26        | 3 496       | 38,52       |
| 3           | Christelle Hénaut    |             | FN          | 3 196        | 36,26        | 3 496       | 38,52       |
| 4           | Cécile Roche         |             | PCF         | 953          | 10,81        |             |             |
| 4           | Yvon Roullin         |             | PCF         | 953          | 10,81        |             |             |
|             |                      |             |             |              |              |             |             |
| Inscrits    | Inscrits             | Inscrits    | Inscrits    | 19 025       | 100,00       | 19 025      | 100,00      |
| Abstentions | Abstentions          | Abstentions | Abstentions | 9 478        | 49,82        | 9 012       | 47,37       |
| Votants     | Votants              | Votants     | Votants     | 9 547        | 50,18        | 10 013      | 52,63       |
| Blancs      | Blancs               | Blancs      | Blancs      | 459          | 4,81         | 648         | 6,47        |
| Nuls        | Nuls                 | Nuls        | Nuls        | 273          | 2,86         | 290         | 2,9         |
| Exprimés    | Exprimés             | Exprimés    | Exprimés    | 8 815        | 92,33        | 9 075       | 90,63       |

### Canton des Trois Monts
| Candidats            | Candidats              | Partis      | Partis      | Premier tour | Premier tour | Second tour | Second tour |
| Candidats            | Candidats              | Partis      | Partis      | Voix         | %            | Voix        | %           |
| -------------------- | ---------------------- | ----------- | ----------- | ------------ | ------------ | ----------- | ----------- |
| 1                    | Xavier Cappelaere      |             | FN          | 2 654        | 29,28        | 2 508       | 26,21       |
| 1                    | Pascale Ceyrat         |             | FN          | 2 654        | 29,28        | 2 508       | 26,21       |
| 2                    | Élisabeth Diez-Richer* |             | PS          | 2 876        | 31,73        | 3 108       | 32,48       |
| 2                    | Michel Ollivier        |             | PS          | 2 876        | 31,73        | 3 108       | 32,48       |
| 3                    | Brigitte Rokvam        |             | DVD         | 3 533        | 38,98        | 3 952       | 41,3        |
| 3                    | Francis Savin          |             | DVD         | 3 533        | 38,98        | 3 952       | 41,3        |
|                      |                        |             |             |              |              |             |             |
| Inscrits             | Inscrits               | Inscrits    | Inscrits    | 17 855       | 100,00       | 17 854      | 100,00      |
| Abstentions          | Abstentions            | Abstentions | Abstentions | 8 297        | 46,47        | 7 934       | 44,44       |
| Votants              | Votants                | Votants     | Votants     | 9 558        | 53,53        | 9 920       | 55,56       |
| Blancs               | Blancs                 | Blancs      | Blancs      | 320          | 3,35         | 235         | 2,37        |
| Nuls                 | Nuls                   | Nuls        | Nuls        | 175          | 1,83         | 117         | 1,18        |
| Exprimés             | Exprimés               | Exprimés    | Exprimés    | 9 063        | 94,82        | 9 568       | 96,45       |
| * conseiller sortant |                        |             |             |              |              |             |             |